# Naistumichiu
«Naistumichiu» es el segundo sencillo como solista del cantante argentino Chano, siendo el octavo sencillo de su primer álbum de estudio El Otro. Esta canción es una de las más reconocidas del artista, logrando ser de las mejores valoradas de su primer álbum. 

## Historia
Luego del completo éxito de Carnavalintro, aparecería Naistumichiu. El nombre surge de la frase en inglés "nice to meet you" (encantado de conocerte) pero como si procediera del quechua. Con un ritmo muy enérgico y tintes del carnavalito jujeño, logró ser un completo éxito, cosechando grandes números y llegando al podio tanto en Argentina como en el resto de Latinoamérica, inclusive logrando bajar a Despacito del primer puesto del ranking de descargas de iTunes.
En una entrevista con Coti, Chano contaba lo siguiente:

"...Venía de separarme de un grupo donde están todos los roles resueltos, y de repente solo tenía una guitarra, con una canción que sabía tocar un poco desprolijamente. Cuando volvía de Jujuy, volvía con Bruno Arias que es como el rey del carnavalito, y le encantó la canción. En el norte hay una energía muy grosa, cuando fui a hacer el videoclip, la gente alucinante. Es como un carnavalito, pero medio techno, medio reggaetón, va para adelante, me encanta" 

## Video musical
El videoclip fue grabado en Salinas Grandes y en Purmamarca, Jujuy, bajo la dirección de Juan Chappa. En el video se puede ver a Chano inconsciente en medio del salar, siendo rescatado de forma mágica por una mujer. También, Chano aparece por momentos bailando y festejando con la gente local. Finalmente, una toma desde un dron se aleja enseñando a Chano en medio de un rayo tallado en el salar, símbolo que lo representa en su carrera solista, y que lleva tatuado en su brazo derecho.